# Osrhoëniska riket

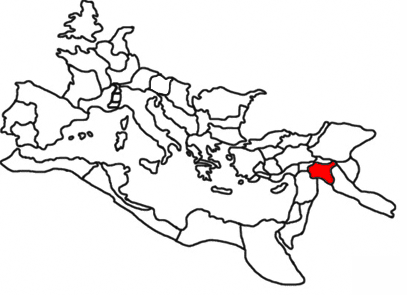
Osrhoene under romerskt styre.

Osrhoëniska riket (även Osrohene, Osrhoene, syriska: ܡܠܟܘܬܐ ܕܒܝܬ ܥܣܪܐ ܥܝܢܶܐ Malkuṯā d-Bēt Ōsrā Īnē = det Osrhoeniska kungariket) var ett forntida rike vid Eufrat och Tigris i nuvarande södra Turkiet.
Riket grundades av Osroës, som troligen var från ett iranskt folk, på 130-talet f.Kr. i och med det Seleukidiska rikets upplösning.
 Under en längre period i rikets historia styrdes det av en syrisktalande dynasti kungar med namnet Abgar. Huvudstaden var Edessa (nu Şanlıurfa i Turkiet).  
Den romerske kejsaren Caracalla intog Edessa 216 och gjorde Osrhoëne till romersk provins. Osrhoëne styrdes av sasaniderna från 608 fram till muslimernas erövring 638.

## Härskare
- Aryu (132–127 f.Kr.)
- Abdu bar Maz'ur (127–120 f.Kr.)
- Fradhasht bar Gebar'u (120–115 f.Kr.)
- Bakru I bar Fradhasht (115–112 f.Kr.)
- Bakru II bar Bakru (112–94 f.Kr.)
- Ma'nu I (94 f.Kr.)
- Abgar I Piqa (94–68 f.Kr.)
- Abgar II bar Abgar (68–52 f.Kr.)
- Ma'nu II (52–34 f.Kr.)
- Paqor (34–29 f.Kr.)
- Abgar III (29–26 f.Kr.)
- Abgar IV Sumaqa (26–23 f.Kr.)
- Ma'nu III Saphul (23–4 f.Kr.)
- Abgar V Ukkama bar Ma'nu (4 f.Kr.–7)
- Ma'nu IV bar Ma'nu (7–13)
- Abgar V Ukkama bar Ma'nu (13–50)
- Ma'nu V bar Abgar (50–57)
- Ma'nu VI bar Abgar (57–71)
- Abgar VI bar Ma'nu (71–91)
- Sanatruk (91–109)
- Abgar VII bar Ezad (109–116)
- Roma interregnum 116–118
- Yalur (118–122, (härskade med Parthamaspates)
- Parthamaspates (118–123)
- Ma'nu VII bar Ezad (123–139)
- Ma'nu VIII bar Ma'nu (139–163)
- Wa'il bar Sahru (163–165)
- Ma'nu VIII bar Ma'nu (165–167)
- Abgar VIII (167–177)
- Abgar IX (177–212)
- Abgar X Severus bar Ma'nu (212–214)
- Abgar (X) Severus Bar Abgar (IX) Rabo (214–216)
- Ma’nu (IX) Bar Abgar (X) Severus (216–242)
- Abgar (XI) Farhat Bar Ma’nu (IX) (242–244)